# EdDSA
В криптографических системах с открытым ключом, Edwards-curve Digital Signature Algorithm (EdDSA) — схема цифровой подписи использующая вариант схемы Шнора, основанной на эллиптической кривой Эдвардса.
Она спроектирована так, чтобы быть быстрее по сравнению с существующей схемой цифровой подписи без ущерба для её безопасности. Она была разработана Дэниелом Дж. Бернштейном, Нильсом Дуйфом, Таней Ланге, Питером Швабе и Бо-Инь Яном к 2011 году.

## Дизайн
Ниже приведено упрощённое описание EdDSA, не включающее в себя детали кодирования целых чисел и точек кривой как битовых строк. Полное описание и детали данной реализации цифровой подписи можно найти в документации и соответствующих RFC.
В EdDSA используются следующие параметры:
- Выбор конечного поля {\displaystyle \mathbb {F} _{q}} порядка {\displaystyle q}:
- Выбор эллиптической кривой {\displaystyle E} над полем {\displaystyle \mathbb {F} _{q}} чья группа {\displaystyle E(\mathbb {F} _{q})} из {\displaystyle \mathbb {F} _{q}} рациональных точек имеющих порядок[уточнить] {\displaystyle \#E(\mathbb {F} _{q})=2^{c}\ell }, где {\displaystyle \ell } — большое простое число, а {\displaystyle 2^{c}} называется кофактором
- Выбор базовой точки {\displaystyle B\in E(\mathbb {F} _{q})} с порядком {\displaystyle \ell }
- И выбор защищенной от коллизии хеш функции {\displaystyle H} с {\displaystyle 2b}-битными выходами, где {\displaystyle 2^{b-1}>q} так что элементы конечного поля {\displaystyle \mathbb {F} _{q}} и точек кривой в {\displaystyle E(\mathbb {F} _{q})} могли бы быть представлены в виде строки длиной {\displaystyle b} бит.

Эти параметры минимально необходимые для всех пользователей схемы подписи EdDSA. Безопасность подписи EdDSA очень сильно зависит от выбора параметров, за исключением произвольного выбора базовой точки. Например, ро-алгоритм Поларда для логарифма должен принимать примерно {\displaystyle {\sqrt {\ell \pi /4}}} кривые, перед тем как сможет[уточнить] вычислить логарифм, поэтому {\displaystyle \ell } должно быть достаточно большим, чтобы это было невозможно и обычно должно превышать 2^200. Выбор {\displaystyle \ell } ограничен выбором {\displaystyle q}, так как по теореме Хассе {\displaystyle \#E(\mathbb {F} _{q})=2^{c}\ell } не должно отличаться от {\displaystyle q+1} больше чем на {\displaystyle 2{\sqrt {q}}}
В рамках схемы подписи EdDSA
Публичный ключ
Открытый ключ в схеме EdDSA это точка кривой {\displaystyle A\in E(\mathbb {F} _{q})}, закодированная в {\displaystyle b} битах.
Подпись
Подпись EdDSA в сообщении M посредством открытого ключа {\displaystyle A} является парой {\displaystyle (R,S)}, закодированная в {\displaystyle 2b} битах, точкой кривой {\displaystyle R\in E(\mathbb {F} _{q})} и целым числом {\displaystyle 0<S<\ell }, удовлетворяющим уравнению проверки {\displaystyle 2^{c}SB=2^{c}R+2^{c}H(R,A,M)A.}
Закрытый ключ
Закрытым ключом в схеме EdDSA называется {\displaystyle b}-битовая строка {\displaystyle k}, которая должна быть выбрана равномерно случайным образом. Соответствующий открытый ключ, в данном случае это {\displaystyle A=sB}, где {\displaystyle s=H_{0,\dots ,b-1}(k)}, является наименее значимым b-битом H(k), интерпретируемым как целое число в прямом порядке байтов. Подпись сообщения M это пара (R,S) где R=rB для {\displaystyle r=H(H_{b,\dots ,2b-1}(k),M)} и {\displaystyle S\equiv r+H(R,A,M)s{\pmod {\ell }}.}. Это удовлетворяет уравнению проверки
{\displaystyle {\begin{aligned}2^{c}SB&=2^{c}(r+H(R,A,M)s)B\\&=2^{c}rB+2^{c}H(R,A,M)sB\\&=2^{c}R+2^{c}H(R,A,M)A.\end{aligned}}}

## Ed25519
Ed25519 — схема подписи EdDSA, использующая SHA-512 и эллиптическую кривую, связанную с Curve25519 где:
- {\displaystyle q=2^{255}-19,}
- {\displaystyle E/\mathbb {F} _{q}} — эллиптическая кривая Эдвардса

{\displaystyle -x^{2}+y^{2}=1-{\frac {121665}{121666}}x^{2}y^{2},}
- {\displaystyle \ell =2^{252}+27742317777372353535851937790883648493} и {\displaystyle c=3,}
- {\displaystyle B} — уникальная точка {\displaystyle E(\mathbb {F} _{q})} чья {\displaystyle y} координата равна {\displaystyle 4/5}, а {\displaystyle x} координата — положительная(если говорить в терминах битового кодирования),
- {\displaystyle H} — SHA-512, с {\displaystyle b=256}.

Кривая {\displaystyle E(\mathbb {F} _{q})} бирационально эквивалентна кривой Монтгомери, известной как edwards25519. Эквивалентность {\displaystyle x={\frac {u}{v}}{\sqrt {-486664}},\quad y={\frac {u-1}{u+1}}.}

### Эффективность
Команда Бернштейна оптимизировала Ed25519 для семейства процессоров x86-64 Nehalem/Westmere. Верификация может быть выполнена пакетами по 64 цифровые подписи для ещё большей пропускной способности. Ed25519 предназначена для обеспечения сопротивления атакам, сопоставимых с качеством 128-битных симметричных шифров. Публичные ключи — 256 битные в длину, а подпись имеет размер в два раза больше.

### Безопасное кодирование
В качестве функции безопасности Ed25519 не использует операции ветвления и шаги индексации массивов, которые зависят от секретных данных, для предотвращения атак по сторонним каналам.
Так же как и другие дискретно логарифмические схемы подписи, EdDSA использует секретное значение, называемое одноразовым числом, уникальным для каждой подписи. В схемах подписи DSA и ECDSA это одноразовое число традиционно генерируется случайно для каждой сигнатуры, и, если генератор случайных чисел сломан или предсказуем во время формирования подписи, подпись может слить приватный ключ, что и случилось с ключом подписи обновления прошивки для приставки Sony PlayStation 3. По сравнению с ними, EdDSA выбирает одноразовые номера детерминировано, как хеш закрытого ключа и сообщения. Таким образом, однажды сгенерировав приватный ключ, EdDSA в дальнейшем не нуждается в генераторе случайных чисел для того, чтобы делать подписи, и нет никакой опасности, что сломанный генератор случайных чисел, используемый для создания цифровой подписи, раскроет приватный ключ.

### Программное обеспечение
Известные применения Ed25519 включают в себя OpenSSH, GnuPG и различные альтернативы, а также инструмент значений от OpenBSD.
- Референтная реализация SUPERCOP[12] (язык Си с применением ассемблерных вставок)
- Медленная, но лаконичная альтернативная реализация, не включающая защиту от атак по сторонним каналам (Python)
- NaCl / libsodium[13]
- Протокол криптовалюты CryptoNote
- wolfSSL[14]
- I2Pd имеет собственную реализацию EdDSA[15]
- Minisign и Minisign Miscellanea для macOS[16]
- Virgil PKI использует Ed25519 ключи по умолчанию
- Botan
- Dropbear SSH с теста 2013.61
- OpenSSL 1.1.1 (поддержка TLS 1.3 и SHA3 в дополнение к X25519/Ed25519)
- Hashmap Server and Client (язык Go и Javascript)
- Libgcrypt